# قمبود يوسنغيري
قمبود يوسنغيري (الاسم العلمي: Campodea usingeri) هو نوع من الحيوانات يتبع جنس القمبود من فصيلة القمابيد.